# Lago Seneca (Nova Iorque)
O lago Seneca, um dos Finger Lakes glaciais de Nova York ocidental, é o maior lago inteiramente dentro do estado de Nova York e o segundo mais profundo dos Estados Unidos, quando medido por sua profundidade abaixo do nível do mar. A região é promovida como sendo a capital mundial da truta e recebe o campeonato de pesca National Lake Trout Derby. Por conta de sua profundidade, o lago Seneca tem sido palco de testes com submarinos.
O lago deve seu nome a tribo dos Senecas. Na extremidade norte do lago, está localizada a cidade de Geneva, sede do Hobart and William Smith Colleges e do New York State Agricultural Experiment Station, uma divisão da Cornell University. No extremo sul do lago está situada a vila de Watkins Glen, famosa por sua corrida de automóveis e cascatas.
Devido ao microclima único do lago Seneca, a região abriga mais de quarenta vinícolas e é considerado como uma das American Viticultural Areas.